# Kanton Villars-les-Dombes
Kanton Villars-les-Dombes (fr. Canton de Villars-les-Dombes) je francouzský kanton v departementu Ain v regionu Rhône-Alpes. Skládá se z 25 obcí. Před reformou kantonů 2014 se skládal z 10 obcí.

## Obce kantonu
od roku 2015:
| - Ambérieux-en-Dombes - Ars-sur-Formans - Baneins - Birieux - Bouligneux - Chaleins - Chaneins - Civrieux - Fareins - Francheleins - Lapeyrouse - Lurcy - Messimy-sur-Saône | - Mionnay - Monthieux - Rancé - Relevant - Saint-André-de-Corcy - Saint-Jean-de-Thurigneux - Saint-Marcel - Saint-Trivier-sur-Moignans - Sainte-Olive - Savigneux - Villars-les-Dombes - Villeneuve |

před rokem 2015:
- Saint-Marcel
- Birieux
- Bouligneux
- La Chapelle-du-Châtelard
- Lapeyrouse
- Marlieux
- Monthieux
- Villars-les-Dombes
- Saint-Germain-sur-Renon
- Saint-Paul-de-Varax